# Usine de construction aéronautique de Montaudran
L'usine de Montaudran est une usine de construction aéronautique, située dans le quartier de Montaudran à Toulouse. Elle est fondée en 1917 par Pierre-Georges Latécoère qui, dans le contexte du développement de l'aviation, à la fin de la Première Guerre mondiale, y assemble des avions pour le compte de l'armée française. L'entreprise devient, après la guerre, le siège de la Compagnie générale aéropostale, mais l'entreprise connaît d'importantes difficultés et le site est cédé à Breguet.
En 2003, à la suite de la fermeture de l'aérodrome de Montaudran, le site est largement abandonné. Il est réinvesti dans le cadre du développement de projet de la zone d'aménagement concerté de Montaudran Aerospace, devenu Toulouse Aerospace. Ainsi, une partie des bâtiments – particulièrement le château de Lespinet-Raynal – est occupée par L'Envol des pionniers, un musée consacré à l'épopée de l'Aérospostale, tandis que les anciennes halles de montage sont devenues un incubateur d'entreprises, la Cité, porté par la région Occitanie.

## Histoire

### La Première Guerre mondiale et la création de l'usine

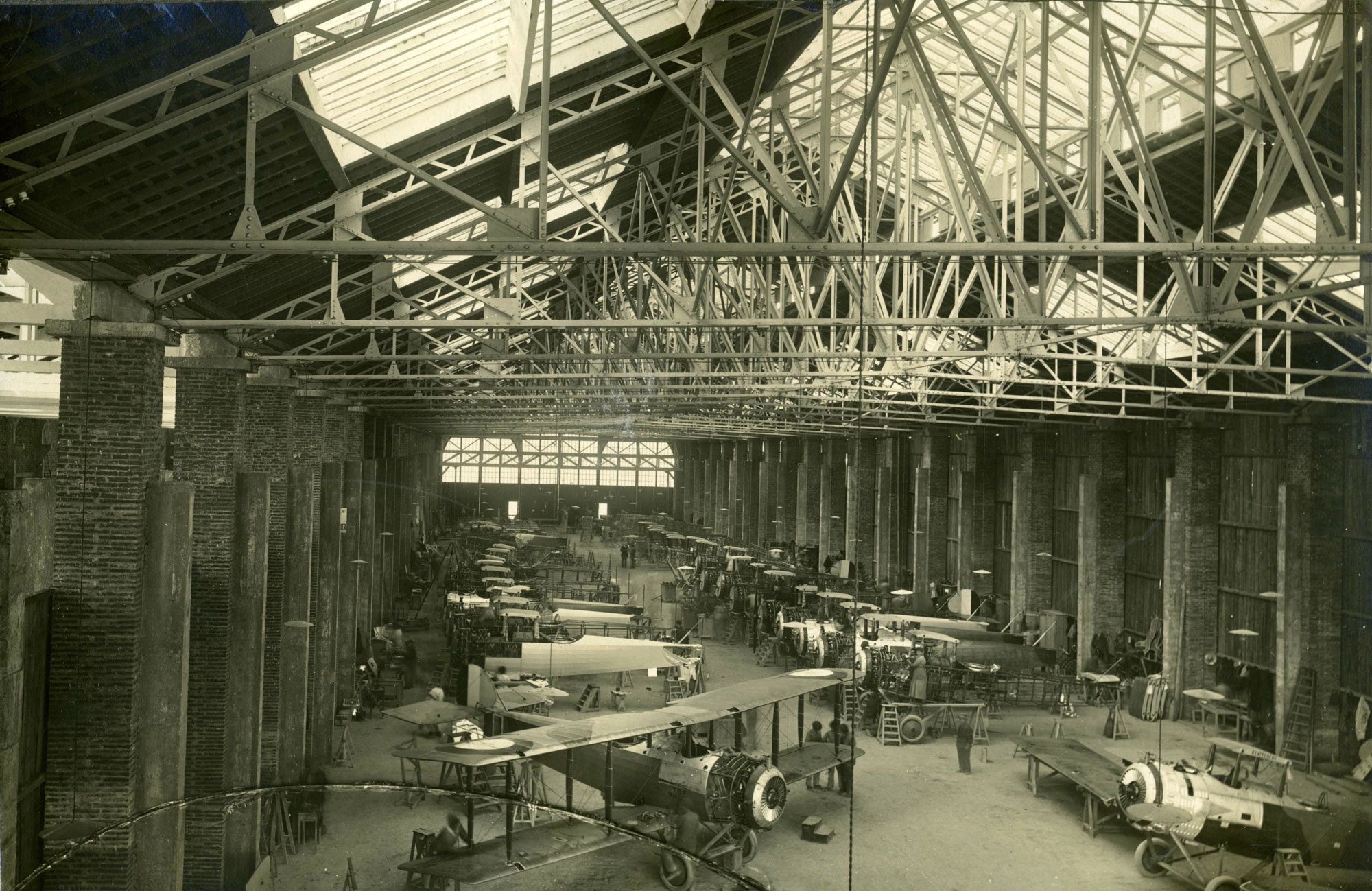
Les halles de l'usine Latécoère en 1918.

En 1917, Pierre-Georges Latécoère, qui possède près du pont des Demoiselles une usine qui fabrique du matériel ferroviaire, achète à Montaudran un vaste terrain de 45 hectares, autour du château de Lespinet-Raynal. Il est desservi par le chemin Carrosse et traversé par les voies ferrées de la ligne de Toulouse à Sète.
En effet, Pierre-Georges Latécoère s'oriente vers la construction aéronautique car il a obtenu le 22 septembre 1917 une commande du service des fabrications de l'aviation, dépendant du ministère de l'Armement, pour la réalisation de 1 000 exemplaires d'un avion de reconnaissance, le Salmson 2, au prix unitaire de 25 000 francs, pour une valeur totale de 25 millions de francs. L'usine de Montaudran, qui sort de terre entre la fin de l'année 1917 et le début de l'année 1918, comprend une halle de montage, une piste engazonnée pour le nouvel aérodrome, des ateliers et des bureaux. Pierre-Georges Latécoère aménage également le site en établissant à ses frais un nouveau tracé du chemin Carrosse, un nouveau passage à niveau et une maison de garde-barrière. Le site emploie alors près de 1 500 ouvriers et ingénieurs, et devient la première usine de fabrication d'avions de la ville, produisant entre 500 et 800 appareils jusqu'à la fin de la guerre.

### L'entre-deux-guerres

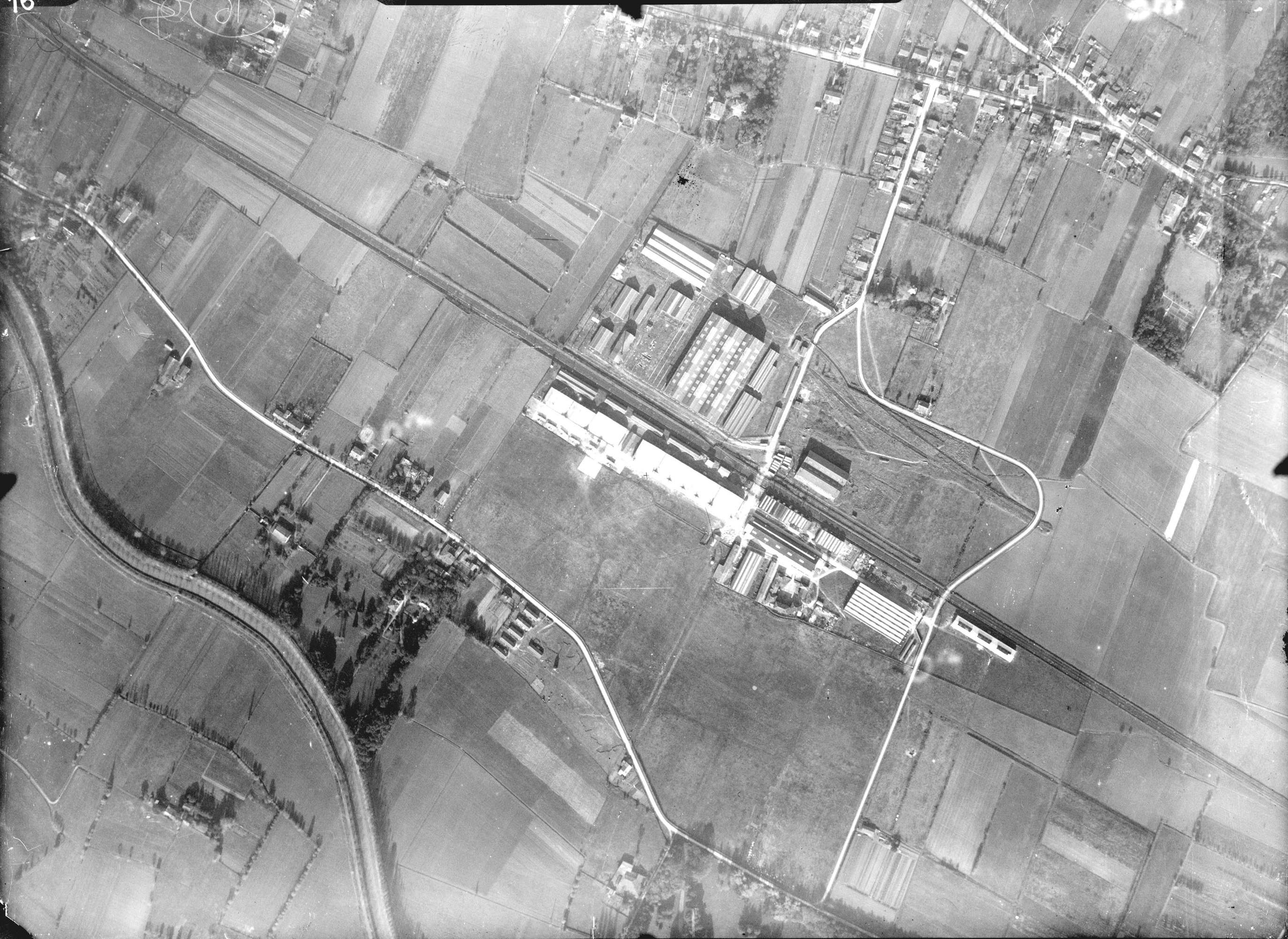
Vue aérienne de l'aérodrome de Montaudran en 1926.

Le 11 novembre 1918, jour de l'Armistice, Pierre-Georges Latécoère inscrit au tribunal de commerce de Toulouse les statuts de la première compagnie aérienne française, la Compagnie Espagne Maroc Algérie (CEMA) : c'est depuis la piste de l'aérodrome de Montaudran que décolle, le 25 décembre 1918, le premier avion civil vers Barcelone, piloté par René Cornemont. En 1921, l'entreprise devient la Compagnie générale d'entreprises aéronautiques (CGEA).
En 1926, Pierre-Georges Latécoère se recentre sur son activité industrielle. Il conserve l'usine et les bâtiments de construction aéronautique, mais il revend les activités de transport à Marcel Bouilloux-Lafont, qui renomme l'entreprise en Compagnie générale aéropostale : l'aérodrome de Montaudran est alors le lieu de départ de Jean Mermoz, Henri Guillaumet, Didier Daurat, Paul Vachet ou Antoine de Saint-Exupéry, qui acheminent le courrier en direction de l'Afrique et de l'Amérique du Sud.
En 1931, à la suite de graves difficultés financières et de l'affaire de l'Aéropostale, la Compagnie générale aéropostale est mise en liquidation judiciaire. Le 31 mai 1933, ses actifs sont repris par la Société centrale pour l'exploitation des lignes aériennes (SCELA), une société d'économie mixte soutenue par l'État qui regroupe déjà les principales compagnies aériennes françaises (Air Orient, Air Union, la Compagnie internationale de navigation aérienne et la Société générale des transports aériens) : elle devient alors Air France. La nouvelle compagnie déménage sur le site de l'aéroport de Francazal son activité de transport, ne laissant dans les bâtiments du chemin Carrosse que les ateliers d'entretien et de réparation du matériel.
De l'autre côté de la voie ferrée, l'activité est également importante dans les usines Latécoère, qui comptent encore plusieurs centaines d'ouvriers. En 1939, Louis Breguet et Pierre-Georges Latécoère fondent la Société méridionale aéronautique (SMA), avec un effectif de 1 700 ouvriers venus des usines Breguet du Havre et de Bouguenais.

### La Seconde Guerre mondiale

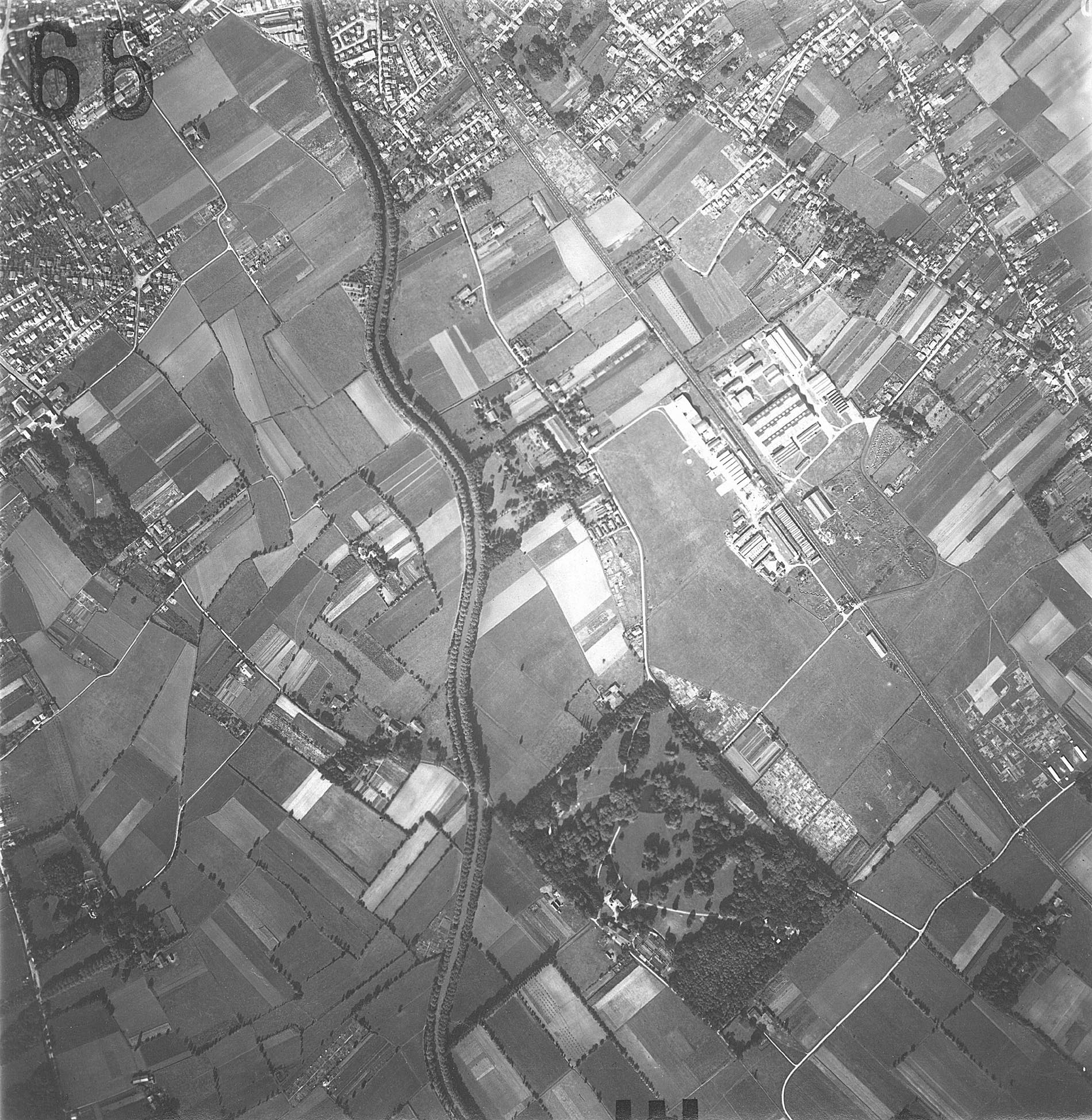
Vue aérienne de l'aérodrome de Montaudran en 1941.

En 1940 cependant, Louis Breguet et Pierre-Georges Latécoère se séparent, le second laissant au premier les usines de Montaudran, désormais absorbées par les ateliers d'aviation Louis Breguet. Louis Breguet y assemble des bombardiers Breguet Br.693, dont plus de 200 exemplaires sont fournis à l'armée avant l'armistice de juin 1940. À la suite de l'occupation de la zone Nord, la direction de l'entreprise Breguet trouve refuge à Toulouse, sur le site de Montaudran.
Les usines Breguet de Montaudran et de Saint-Martin-du-Touch travaillent pour l'occupant allemand et deviennent des objectifs pour les bombardements alliés. Dans la nuit du 5 au 6 avril 1944, les usines sont dévastées par un bombardement anglo-américain. Un avion, après avoir explosé, s'écrase près de la route de Revel (actuelle avenue Antoine-de-Saint-Exupéry),. Les installations d'Air France, contraint depuis 1943 d'effectuer des opérations de maintenance pour la Lufthansa, sont également durement touchées.

### Dans la seconde moitié duXXesiècle

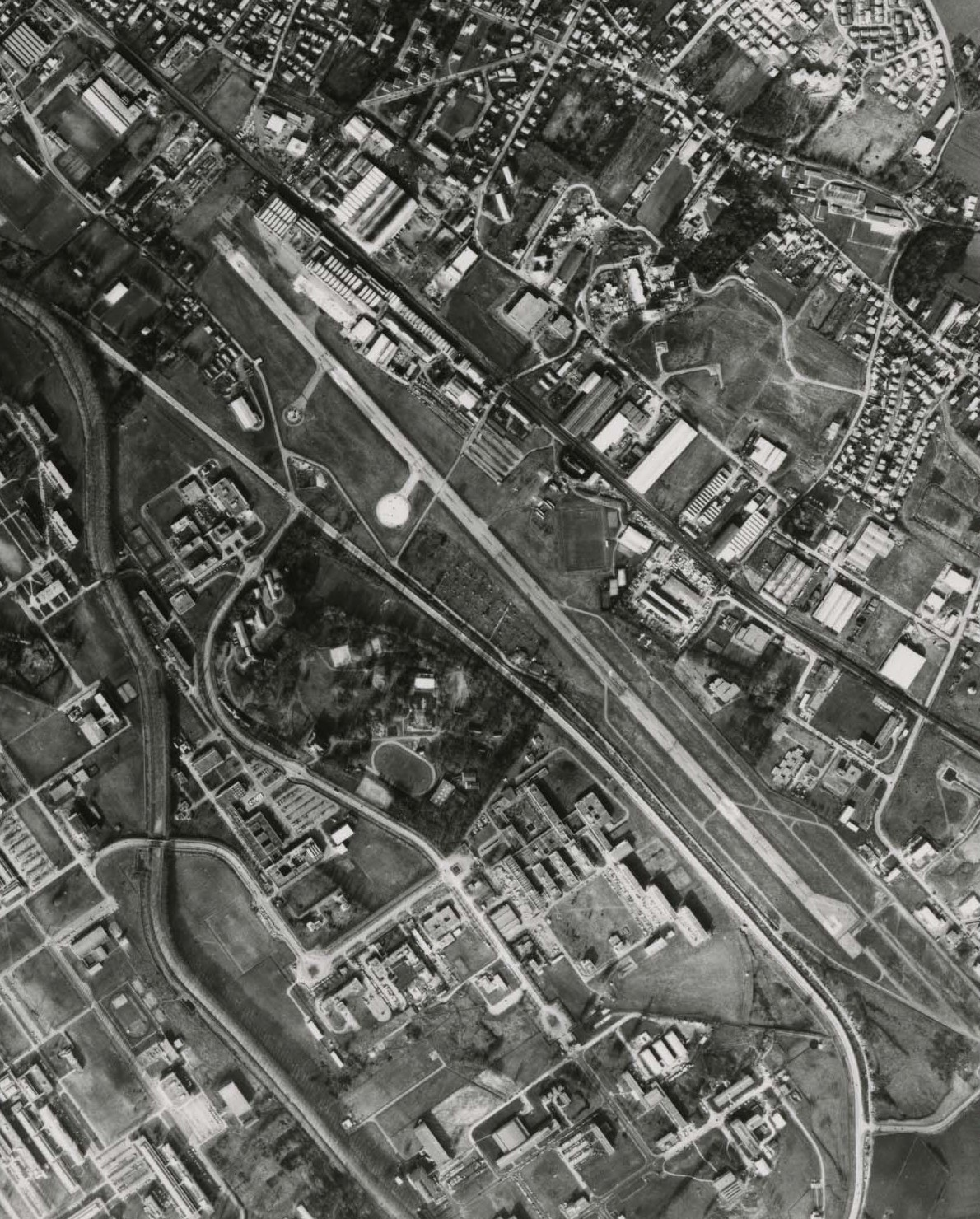
Vue aérienne de l'aérodrome de Montaudran en 1977.

En 1955, la cité Carrosse est construite face à l'entrée des usines Breguet (actuels no 52-60) afin de loger une partie des ouvriers. L'activité aéronautique se poursuit également, quoique, en 1947, le ministère des Transports établisse que l'aérodrome de Montaudran est un « aérodrome privé agréé avec restriction, réservé exclusivement au centre d'ateliers de réparations d'Air France ».
En effet, l'usine apparaît trop exiguë pour la fabrication du Br-1150 Atlantic. En 1959, la société des ateliers d'aviation Louis Breguet fait l'acquisition d'un terrain de 13 hectares à Colomiers, en bordure de l'aéroport de Toulouse-Blagnac (actuel 15 avenue Yves-Brunaud/chemin de la Crabe). Les activités de construction aéronautique y sont déménagées. Le site de Montaudran est dès lors transformé en centre d'essai et de maintenance. En 1967, un rapprochement s'opère entre la société des ateliers d'aviation Louis Breguet et la société des avions Marcel Dassault : il s'achève en 1971 avec la fusion des bureaux d'études, des administrations générales, puis des ateliers, au sein de la société Avions Marcel Dassault-Breguet Aviation (AMD-BA).
L'entreprise Air France Industries poursuit quant à elle son activité de maintenance des avions jusqu'en 2003, après son déménagement à Blagnac au cœur du site AéroConstellation.

### AuXXIesiècle
Au début du XXIe siècle, le quartier se transforme profondément. En 2003, à la suite de la fermeture définitive de l'aéroport de Montaudran et des derniers ateliers de maintenance aéronautique, une partie des terrains industriels qui bordent le chemin Carrosse sont dévolus à de nouvelles activités artisanales ou tertiaires. Les anciennes halles Latécoère abritent depuis 2020 la Cité des start-up, aménagée par le conseil régional d'Occitanie, et les anciens locaux d'Air France Industries le lycée professionnel privé Skhole d'art.

## Description

### Halles de montage
- no 55 avenue Louis-Breguet

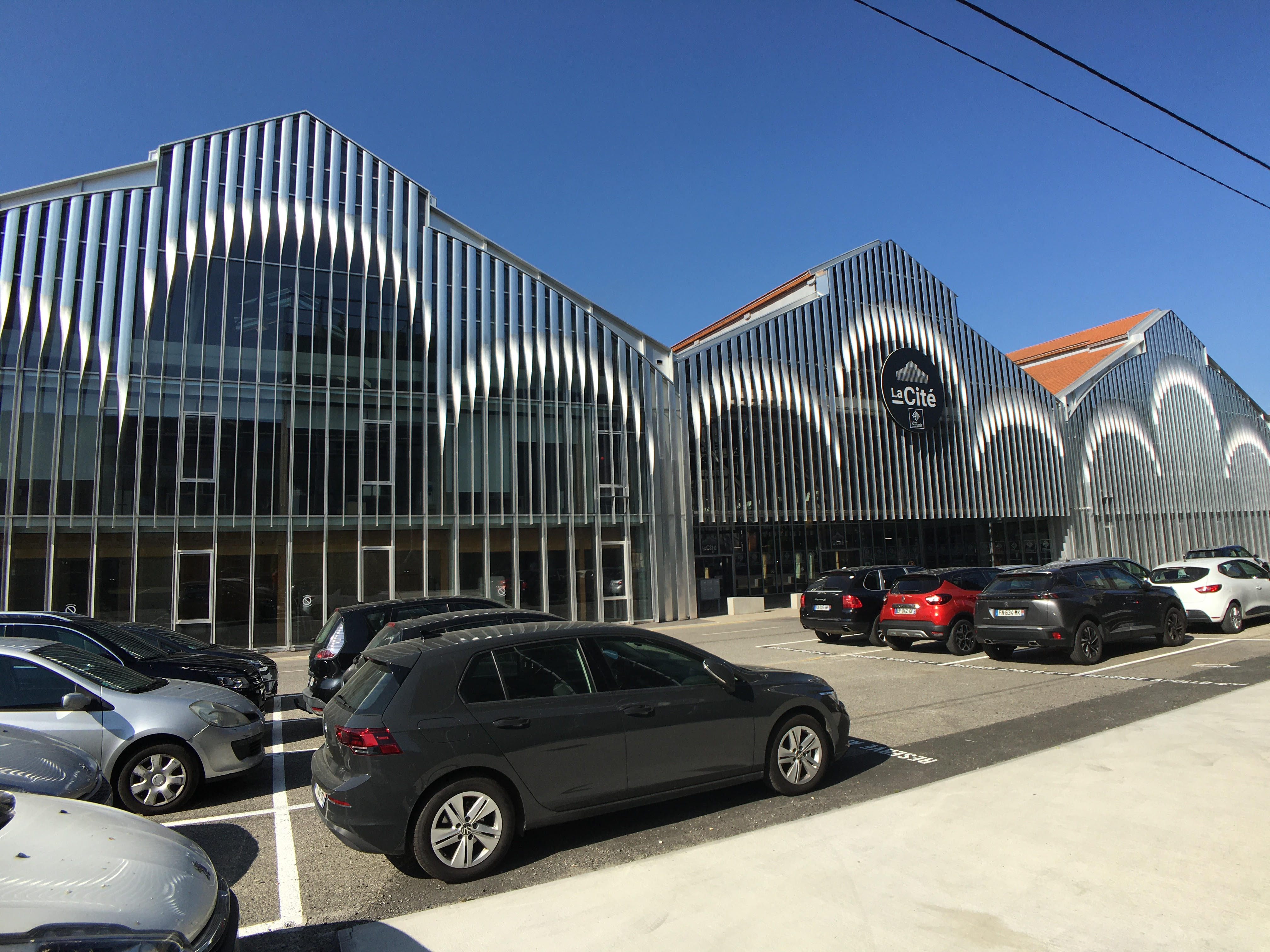
L'extérieur des halles de montage.

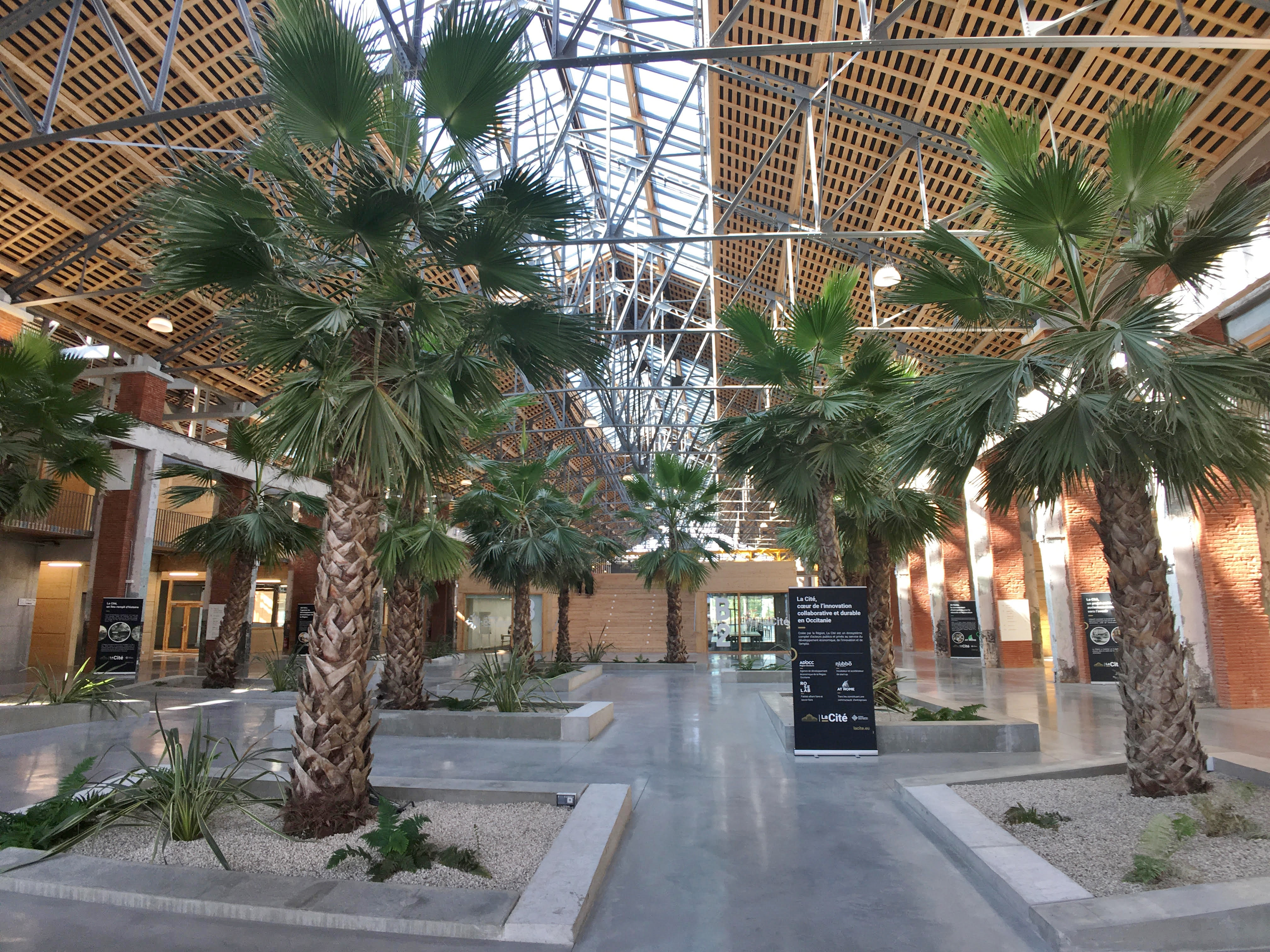
L'intérieur des halles de montage.

Les trois grandes halles de montage sont construites entre 1917 et 1918, à l'initiative de Pierre-Georges Latécoère, sur un terrain au nord de la voie ferrée de la ligne de Toulouse à Sète. Elles abritent les premières constructions aéronautiques à Toulouse, avec le montage d'avions de guerre – le Salmson 2 –, puis d'avions commerciaux et aéropostaux. En 1940, à la suite de difficultés financières, Pierre-Georges Latécoère vend l'usine à Louis Breguet. Pendant la Seconde Guerre mondiale, la production connaît des aléas nombreux et, après le bombardement du 6 avril 1944, les bâtiments sont en partie détruits. Louis Breguet reconstruit et agrandit alors le site pour produire des bombardiers, puis des avions de ligne. Les halles sont ensuite transformées en entrepôts pour la compagnie Air France, puis pour la société de transport routier United Transport Logistics (UTL).
Entre 2019 et 2020, les halles de montage sont rénovées et réhabilitées par l'agence régionale d'aménagement et de construction (ARAC) de la région Occitanie, sous la direction de l'agence Taillandier Architectes Associés. Les bâtiments sont dévolus à la Cité, un incubateur d'entreprises porté par le conseil régional. Ils regroupent des espaces de travail pour les start-up, mais aussi un Fab lab, une salle de conférence de 200 places, des salles de réunion et des espaces de travail collaboratif et un espace événements de 1 200 m2,.
Les halles sont constituées de trois nefs de 30 mètres de portée et 130 mètres de long environ, offrant chacune une surface au sol de plus de 3 080 m2. La nef centrale est couverte par une charpente métallique qui repose sur des piliers de brique, tandis que les nefs latérales sont couvertes par une charpente en béton armé cintré. Le traitement moderne des façades transversales évoquent les façades construites en 1918, mais disparues après les destructions de 1944. Elles reprennent le principe de façade légère par l'utilisation de lames métalliques verticales torsadées. Les poteaux de l'auvent en béton, qui protégeait le quai de déchargement, sont mis à nu. La façade latérale présente une alternance de poteaux et d'ouvertures, tout en disposant de lames verticales au niveau de chaque ouverture. Au-dessus de l'entrée, les lames brise-soleil forment une marquise qui protège l'entrée principale du bâtiment.

### Atelier des moteurs
- Rue Beppo-de-Massimi

En 2022, l'ancien atelier est rénové par l'agence toulousaine Letellier Architectes. Il est transformé en parc de stationnement couvert de 84 places, accessible par la rue Beppo-de-Massimi.

### Château de Lespinet-Raynal
- no 6 rue Jacqueline-Auriol

Le château de Lespinet-Raynal – parfois désigné comme le Petit-Espinet – s'élève au sud de la voie ferrée de la ligne de Toulouse à Sète. Il est utilisé comme bâtiment de direction. Il se compose d'un rez-de-chaussée surélevé et un étage. Sa façade à cinq travées est symétrique.
Le château est intégré au musée de L'Envol des pionniers.

### Maison de la radio
- Rue Beppo-de-Massimi

### Wagon postal
- Rue Beppo-de-Massimi

### Salle d'attente des passagers
- no 14 rue Jacqueline-Auriol

### Cité ouvrière
- no 170 avenue de Lespinet

## Protection
Le 21 juillet 1997, une partie des bâtiments de l'usine et de l'aéroport de Montaudran est inscrite à l'inventaire supplémentaire des monuments historiques. La protection concerne un certain nombre des bâtiments subsistants : le bâtiment de la salle d'attente des passagers, les anciennes halles de montage Latécoère et le château du Petit Espinet-Raynal. Elle sétend également à l'emprise de la piste, depuis son extrémité nord-ouest jusqu'au niveau de l'ancien bâtiment de direction.
En 1999, le ministère de la Culture lui octroie le label « Patrimoine du XXe siècle ».